# Ryan O'Neal
Ryan O'Neal (Los Ángeles, 20 de abril de 1941-Los Ángeles, 8 de diciembre de 2023)fue un actor estadounidense nominado a un premio Óscar al mejor actor en 1971.

## Biografía
O'Neal nació en Los Ángeles, California, primer hijo del guionista de origen irlandés Charles O'Neal y la actriz Patricia Callaghan. Su hermano menor Kevin es actor y guionista. Cuando era joven, tuvo una prometedora carrera como boxeador, llegando a conseguir los guantes de oro al recopilar una estadística de dieciocho victorias, cuatro derrotas y trece nocauts. De todas maneras, su carrera estuvo destinada a la interpretación. Una de sus primeras apariciones fue en la serie Peyton Place, conocida en Latinoamérica como La caldera del diablo, que llegó a obtener una gran audiencia en Estados Unidos, con más de quinientos episodios. 
El éxito de la serie lo ayudó a dar el salto a la gran pantalla. Su primera actuación en el cine fue en This Rugged Land (1962), de William Witney. Su primer éxito se produjo en 1968, cuando actuó en La perversa (1968), de Alex March.
El papel que realmente lo llevó a la fama fue el de Oliver Barrett en el filme de 1970 Love Story, de Arthur Hiller protagónico con la actriz Ali McGraw. Esta película fue un gran éxito no solo en Estados Unidos, sino en varios países de Latinoamérica y de Europa. Esta interpretación le valió una nominación a los Óscar en la categoría de mejor actor. 

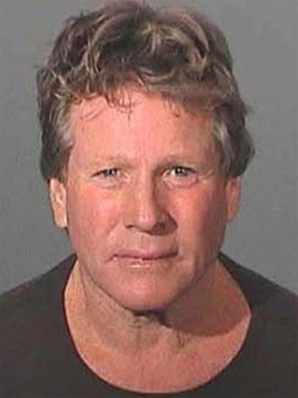
Foto policial de Ryan O'Neal, tras su detención de 2007.

A raíz de este papel, saltó a la primera plana del estrellato, convirtiéndose en el actor de moda en Hollywood. Así, se lo pudo ver en películas como ¿Qué me pasa, doctor? (1971), de Peter Bogdanovich, o El ladrón que vino a cenar (1972), de Bud Yorkin, donde intentó experimentar en el mundo de la comedia. Se convirtió en el segundo actor más rentable de la industria cinematográfica en 1972. 
En 1973, actuaría junto con su hija, Tatum O'Neal, en Luna de papel, otra película dirigida por Bogdanovich. Esta película haría que su hija ganara el Óscar a la mejor actriz de reparto, convirtiéndose en la actriz más joven que recibía este galardón, con tan solo diez años. Otro momento brillante para O'Neal sería cuando Stanley Kubrick, el director de prestigio de la época, le diera el papel principal en Barry Lyndon (1975). Incluso, O'Neal sonó para hacer el papel de Michael Corleone en El padrino (1972) o el de Rocky Balboa en Rocky (1976).
Sin embargo, el actor no pudo continuar su carrera de estrellato. Con un pequeño respiro con el éxito en Combate de fondo, una comedia romántica ambientada en el mundo del boxeo junto con Barbra Streisand, el aura de O'Neal se fue diluyendo poco a poco. Incluso llegó a hacer una secuela de Love Story, la película que le lanzó a la fama: La historia de Oliver. 
En la década de 1980, continuó el declive de O'Neal. Cabe citar no obstante, su intervención en la película Los hombres duros no bailan (1987), inspirada a partir del éxito literario que significó la novela de igual título que escribió Norman Mailer, el cual fue también el director del filme. Aparte de esto, O'Neal se dedicó a alternar pequeños papeles en el cine con series de televisión, entre ellas, su intervención en Bones en un papel recurrente, como padre de la protagonista de la serie, la antropóloga forense Temperance Brennan.

## Vida personal
Su vida sentimental fue ajetreada, manteniendo numerosos romances y contrayendo matrimonio tres veces con mujeres del ambiente cinematográfico. En 1963 se casó con Joanna Moore y tuvieron dos hijos, Tatum y Griffin O'Neal, antes de separarse en 1966. Moore perdió la custodia de los niños ante O'Neal debido a su alcoholismo y abuso de drogas. Su segunda mujer fue Leigh Taylor-Young, con quien tuvo un hijo, Patrick O'Neal. Tras su divorcio en 1973, siguieron siendo amigos. Luego O'Neal mantuvo una popular relación con Farrah Fawcett, una actriz famosa por sus apariciones en series televisivas que marcaron época en Estados Unidos y Europa, desde 1979. En 1985 nació su hijo Redmond O'Neal. La relación fue turbulenta debido al temperamento volátil e infidelidades de Ryan, y finalmente Farrah le dejó en 1997 tras encontrarlo en la cama con la actriz Leslie Stefanson. Volvieron a retomar su relación en 2001 y estuvieron juntos hasta el fallecimiento de la actriz en 2009.
Tuvo romances con Ursula Andress, Bianca Jagger, Anouk Aimée, Jacqueline Bisset, Barbra Streisand, Diana Ross y Angelica Huston. Según su hija, Tatum O'Neal, tuvo una aventura con una joven Melanie Griffith. En sus memorias de 2014, Angelica Huston afirmó que durante su relación la maltrató físicamente.
Durante años, estuvo distanciado de sus tres hijos mayores, admitiendo en una entrevista en Vanity Fair haber sido un padre ausente. En su autobiografía, A Paper Life, su hija, Tatum O'Neal, confesó haber sufrido en su infancia abuso físico y emocional como resultado del abuso de drogas de su padre. Griffin O'Neal también sugirió que sus problemas emocionales y de abuso de estupefacientes de adulto fueron causados por su padre: «Era un psicópata narcisista muy abusivo. Se enoja tanto que no puede controlar nada de lo que esté haciendo».

### Incidente y arresto familiar
El 4 de febrero de 2007, O'Neal fue detenido por la policía de Los Ángeles, California, acusado de agredir con un arma a su hijo mayor Griffin, durante una pelea familiar en el domicilio del actor. Ryan O’Neal fue acusado de agresión con un arma y uso negligente de la misma, ya que llegó a disparar la pistola. El artista tuvo que pagar una fianza de unos cincuenta mil dólares para recuperar su libertad.
Según la versión del propio actor (y comentada por su agente Neil Hassman), él llegó a casa junto con Fawcett y un nutrido grupo de amigos. Iban a celebrar el 60.º cumpleaños de ella y su victoria sobre el cáncer tras meses de duro tratamiento médico. Según el propio O'Neal, su hijo Griffin acudió por sorpresa a la cita y, al poco de llegar, agarró el atizador de la chimenea del salón y comenzó a agitarlo en el aire amenazando con agredirle. Según sus palabras: «Entonces me puso un poco nervioso y fui al dormitorio por la pistola». Al volver, su hijo continuaba con el atizador en la mano, por lo que disparó contra la barandilla, lo que le asustó y motivó la huida precipitada del hijo. 
Otras fuentes afirman que la causa del altercado fue que Griffin fue sorprendido por su medio hermano Redmond comprando drogas y que Ryan, descubriendo esto, entró en cólera y agredió a su hijo. 
Esta no fue la primera vez que padre e hijo protagonizaban enfrentamientos con repercusión en los medios. En 1983 la policía irrumpió en su domicilio después de que Ryan dejara a su hijo con dos dientes menos tras propinarle un fuerte puñetazo. Nadie entonces interpuso denuncia.

### Problemas de salud
En 2001 se le diagnosticó leucemia mielógena crónica, que combatió hasta que la enfermedad remitió en 2006. Por entonces, intervino numerosas veces, junto con su compañera sentimental, Farrah Fawcett, en campañas de lucha contra el cáncer.
En abril de 2012, le fue diagnosticado cáncer de la próstata estadio 4 y estuvo en tratamiento; con un último informe de que estaba en el estadio 2.

### Muerte
Ryan O'Neal murió el 8 de diciembre de 2023 a la edad de 82 años.

## Filmografía

### Cine y televisión
- This Rugged Land (1962), de William Witney.
- La caldera del diablo (1964-1969) (televisión)
- La perversa (The Big Bounce) (1968), de Alex March.
- La prueba de valor (The Games) (1970), de Michael Winner.
- Love Story (1970), de Arthur Hiller.
- The Moviemakers (1971) (cortometraje)
- Dos hombres contra el Oeste (Wild Rovers) (1971), de Blake Edwards.
- ¿Qué me pasa, doctor? (What's Up, Doc? (1972), de Peter Bogdanovich.
- El ladrón que vino a cenar (The Thief Who Came to Dinner) (1972), de Bud Yorkin.
- Luna de papel (Paper Moon) (1973), de Peter Bogdanovich.
- Barry Lyndon (1975), de Stanley Kubrick.
- Nickelodeon (1976), de Peter Bogdanovich.
- Un puente lejano (A Bridge Too Far) (1977), de Richard Attenborough.
- The Driver (1978), de Walter Hill.
- Historia de Oliver (Oliver's Story) (1978), de John Korty.
- Combate de fondo (The Main Event) (1979), de Howard Zieff.
- Profesor a mi medida (So Fine) (1981), de Andrew Bergman.
- Hielo verde (Green Ice) (1981), de Ernest Day.
- Algo más que colegas (Partners) (1982), de James Burrows.
- Diferencias irreconciliables (Irreconcilable Differences) (1984), de Charles Shyer.
- Fever Pitch (1985), de Richard Brooks.
- Los hombres duros no bailan (Tough Guys Don't Dance) (1987), de Norman Mailer.
- Small Sacrifices (1989), de David Greene.
- El cielo se equivocó (Chances Are) (1989), de Emile Ardolino.
- Fielmente tuya (Faithful) (1996), de Paul Mazursky.
- Hack (1997), de Gary Rosen.
- El efecto cero (Zero Effect) (1998), de Jake Kasdan.
- ¡Arde Hollywood! (An Alan Smithee Film: Burn Hollywood Burn) (1998), de Arthur Hiller y Alan Smithee.
- Coming Soon (1999), de Colette Burson.
- Gentleman B. (2000), de Jordan Alan.
- Lista cerrada (The List) (2000), de Sylvain Guy.
- People I Know (2003), de Daniel Algrant.
- Malibu's Most Wanted (2003), de John Whitesell.
- Bones (serie de televisión)
- Slumber Party Slaughter

## Premios y nominaciones
Premios Óscar
| Año  | Categoría   | Película   | Resultado |
| ---- | ----------- | ---------- | --------- |
| 1970 | Mejor actor | Love Story | Nominado  |

Globos de oro
| Año  | Categoría                       | Película      | Resultado |
| ---- | ------------------------------- | ------------- | --------- |
| 1971 | Mejor actor - Drama             | Love Story    | Candidato |
| 1974 | Mejor actor - Comedia o musical | Luna de papel | Candidato |